# Gaston Manent
Pour les articles homonymes, voir Manent.
Gaston Manent est un homme politique français, enseignant de profession, né le 24 avril 1884 à Mauléon-Barousse (Hautes-Pyrénées) et mort le 21 juin 1964 à Bagnères-de-Bigorre (même département).

## Biographie
Après ses études, Gaston Manent devient professeur d'école primaire supérieure (collège). Mobilisé pendant la Première Guerre mondiale, dans le 212e Régiment d’infanterie, il est fait prisonnier en 1916 dans le secteur de Verdun. Il est décoré de la croix de guerre 1914-1918 pour sa conduite au front.
Démobilisé, il devient président de la Fédération des mutilés et anciens combattants des Hautes-Pyrénées, puis adhère au Parti républicain, radical et radical-socialiste, dont il préside la fédération départementale. 
Il est élu conseiller général du canton de Mauléon-Barousse en 1927, puis, député des Hautes-Pyrénées, en 1935, lors d'une élection partielle, et réélu en 1936. Il fait de partie des commissions de la Réforme de l'État, des Pensions civiles et militaires, des Finances, des Assurances et de la prévoyance sociale, ainsi que de la commission de l'Enseignement. Il prône, dans ses interventions et dans ses rapports, la réparation de diverses injustices commises contre certains enseignants, par exemple les institutrices mises à la retraite en juillet 1914.
Gaston Manent est sous-secrétaire d'État au Commerce extérieur dans le second gouvernement Blum (13 mars-10 avril 1938). À ce titre, il défend un projet de loi protégeant les débitants de boissons contre les abus des brasseurs.
Le 10 juillet 1940, il fait partie des quatre-vingts parlementaires à voter contre les pleins pouvoirs à Philippe Pétain.
En 1944, Gaston Manent est membre du comité départemental de Libération, et cofonde La Nouvelle République des Pyrénées. Il est membre de l'Assemblée consultative provisoire du 7 novembre 1944 au 3 août 1945.
Il est élu au Conseil de la République (Sénat) en 1948 et réélu en 1952. En 1951, il crée la Société d’économie montagnarde des Hautes-Pyrénées, pour favoriser le développement du département, et limiter l'émigration. Il ne se représente pas en 1958 et se retire de la vie politique.

## Postérité
- Une rue de Tarbes porte son nom, où se trouve le siège du conseil départemental des Hautes-Pyrénées.

## Sources
- « Gaston Manent », dans le Dictionnaire des parlementaires français (1889-1940), sous la direction de Jean Jolly, PUF, 1960 [détail de l’édition]
- Pierre Miquel, Les quatre-vingts, éditions Fayard, 1995,  (ISBN 2-213-59416-3)
- Jean Odin, Les Quatre-vingts, FeniXX réédition numérique, 1996, 232 p. (ISBN 978-2-40207-154-3)